# Alchemilla canifolia
Alchemilla canifolia é uma espécie de rosácea do gênero Alchemilla, pertencente à família Rosaceae.